# Dasypodainae
Sous-famille
Les Dasypodainae sont une sous-famille d'insectes hyménoptères aculéates de la famille des Melittidae ou des Dasypodaidae selon les classifications.

## Liste des genres
Selon BioLib (13 mai 2019) :
- genre Dasypoda Latreille, 1802
- genre Eremaphanta Popov, 1940
- genre Hesperapis Cockerell, 1898

## Publication originale
(de) Max Sagemehl, « Verzeichniss der in Est-, Liv- und Curland bisher gefunden Bienen », Archiv für die Naturkunde Liv-, Ehst- und Kurlands, Zweite Serie, Biologische Naturkunde, vol. 8,‎ 1882, p. 451-468.